# Andreas Staehelin
Andreas Staehelin (* 20. November 1926 in Zürich; † 20. November 2002 in Basel; reformiert; heimatberechtigt in Basel) war ein Schweizer Historiker.

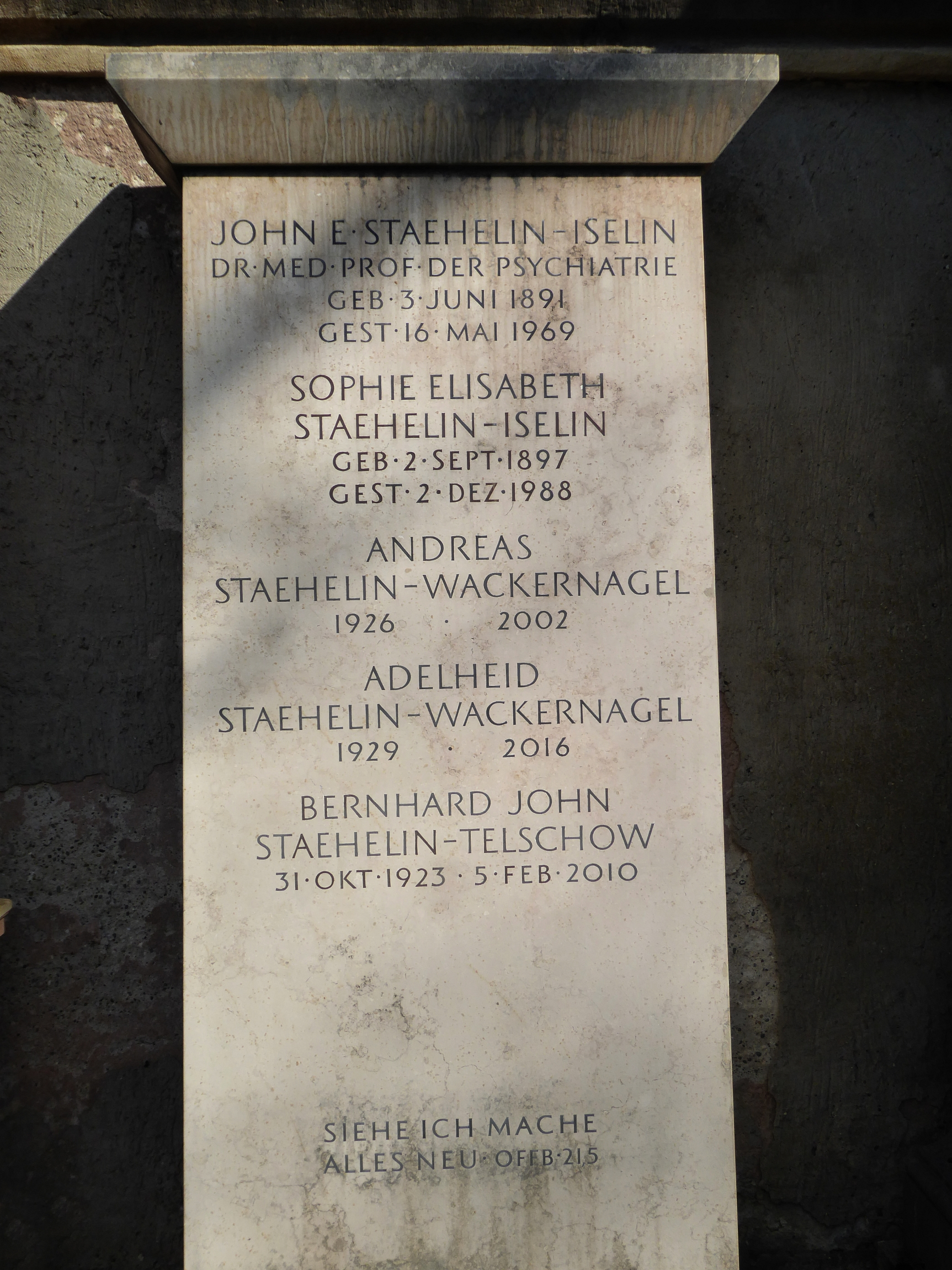
Grab auf dem Wolfgottesacker, Basel.

## Leben und Werk
Andreas Staehelin, Sohn des Psychiaters John Eugen Staehelin, studierte 1945–1951 Geschichte und Germanistik. In dieser Zeit trat er dem Schweizerischen Zofingerverein bei. 1951 promovierte er mit einer Dissertation über Peter Ochs. Nach mehrjähriger wissenschaftlicher Tätigkeit, Archivpraktika in München und Paris und einer Assistenz an der Universitätsbibliothek Basel wurde er 1961 Adjunkt am Staatsarchiv Basel-Stadt. Im gleichen Jahr habilitierte er an der Universität Basel für Schweizergeschichte. 1967–1991 war er Staatsarchivar des Kantons Basel-Stadt. 1970 wurde er zudem ausserordentlicher Professor an der Universität Basel. 1970–1973 war er Vorsteher der Historischen und Antiquarischen Gesellschaft zu Basel; 1978–1983 präsidierte er die Allgemeine Geschichtsforschende Gesellschaft der Schweiz. Von 1973 bis 1991 war er alle zwei Jahre Redaktor der Basler Zeitschrift für Geschichte und Altertumskunde.
Andreas Staehelin war verheiratet mit der Anglistin und Gymnasiallehrerin Adelheid, geborene Wackernagel (1929–2016), einer Tochter von Hans Georg Wackernagel. Staehelin fand seine letzte Ruhestätte auf dem Wolfgottesacker in Basel.

## Werke (Auswahl)
- Peter Ochs als Historiker (= Basler Beiträge zur Geschichtswissenschaft. Band 43). Helbing & Lichtenhahn, Basel 1952, DNB 454817517 (Dissertation Universität Basel, Philosophisch-historische Fakultät, [1952], 276 Seiten).
- Geschichte der Universität Basel 1632–1818. 2 Bände, Basel 1957.
- Geschichte der Universität Basel 1818–1835. Basel 1959.
- als Herausgeber: Professoren der Universität Basel aus fünf Jahrhunderten. Bildnisse und Würdigungen. Basel 1960.
- Helvetik. In: Handbuch der Schweizergeschichte. Band 2, Zürich 1977, S. 785–839.
- mit Brigitte Meles: Das Wildt’sche Haus in Basel. In: Schweizerische Kunstführer. Nr. 583. Hrsg. Gesellschaft für Schweizerische Kunstgeschichte (GSK). Bern 1995, ISBN 3-85782-583-9.
- Die Geschichte des Staatsarchivs Basel. Von den Anfängen bis zur Ära Rudolf Wackernagel. Basel 2007 (postum), ISBN 978-3-7245-1488-6.